# Phymaturus sinervoi
Espèce
Statut de conservation UICN

 LC  : Préoccupation mineure
Phymaturus sinervoi est une espèce de sauriens de la famille des Liolaemidae.

## Répartition
Cette espèce est endémique de la province de Río Negro en Argentine.

## Description
C'est un saurien vivipare.

## Étymologie
Cette espèce est nommée en l'honneur de Barry Sinervo.

## Publication originale
- Scolaro, De La Cruz & Ibargüengoytía, 2012 : A new species of Phymaturus of the patagonicus clade (Squamata, Liolaemidae) from isolated plateau of southwestern Rio Negro Province, Argentina. Zootaxa, no 3451, p. 17–30.